# Herzogtum
Herzogtum, lat. ducatus, ist der stammesbezogene bzw. territoriale Amts- und Herrschaftsbereich eines Herzogs.

## Herzogtümer in fränkischer Zeit

### Stammesherzogtümer
Im Frühmittelalter bildeten die Merowinger das fränkische Reich und vergrößerten es durch Eroberungen gallischer und germanischer Gebiete. Diese Eroberungen wurden dem fränkischen Herrschaftsgebiet teils direkt einverleibt, teils unter der Führung von Herzögen in mehr oder weniger loser Abhängigkeit an dieses angegliedert. Welche Form der Herrschaftsausübung gewählt wurde und wie unabhängig die Herzöge agieren konnten, hing von der Stärke des unterworfenen Volkes, von seiner Entfernung vom Zentrum fränkischer Königsmacht und von der Stärke und Einheit der merowingischen Zentralgewalt ab. Immer dann, wenn die fränkischen Könige den Eindruck hatten, ihre Macht reiche nicht aus, um ein Gebiet direkt beherrschen zu können, griffen sie auf die Einsetzung von ihnen verpflichteten Herzögen zurück. Diese wiesen bessere Herrschaftsmöglichkeiten auf, da sie näher am Ort der Herrschaft tätig waren. Spätestens als in den Zeiten der Schwächung der Zentralgewalt durch die merowingischen Erbteilungen und Bruderkriege die Teilreiche Neustrien, Austrasien, Aquitanien und Burgund entstanden, gewannen die im mitteleuropäischen Siedlungsraum entstandenen Stammesherzogtümer der Alemannen, Bajuwaren und Ostfranken-Thüringer ein immer höheres Maß an Unabhängigkeit. Inwieweit dabei tatsächlich „Stämme“ als stabile ethnische Gruppen die Basis der Herrschaftsbildung waren, ist in der Forschung umstritten (siehe dazu Völker in Mitteleuropa). Anfangs wurden wohl eher enge fränkische Gefolgsleute der Merowinger zu Herzögen ernannt, um sowohl die neu unterworfene Bevölkerung direkter beherrschen zu können als auch die Loyalität der Herzöge zu sichern. Oft vermählten sich diese dann aber zur besseren Legitimierung ihrer Herrschaft mit Töchtern einheimischer Adliger, deren Heiratsgut ihre Verwurzelung im Stammesgebiet vergrößerte. Andererseits konnte die Herkunft des vom König eingesetzten Herzogs wirklich aus dem Stamm sein, wenn der König den Eindruck hatte, dies diene der Festigung seiner Herrschaft. Spätestens nach einigen Generationen wurden die Stammesherzöge als Angehörige ihrer Stämme angesehen, selbst wenn ihre Väter ursprünglich fränkischer Herkunft gewesen sein mochten.
Dabei erreichten diese Herzöge anfangs noch nicht unbedingt eine Beherrschung des gesamten von einem Stamm bewohnten Gebietes. So ist es eher unwahrscheinlich, dass die Herzöge der Alemannen zur Merowingerzeit das gesamte Siedlungsgebiet dieses Stammes beherrschten. In den Quellen wird beispielsweise ein alemannischer Herzog gleichzeitig mit einem Herzog des Elsass genannt. Ebenso unklar ist der Herrschaftsbereich des ostfränkisch-thüringischen Herzogs, und ob einer den Gesamtbereich beherrscht oder ob es mehrere Herzöge für Teilgebiete gegeben hat.
Eine ähnliche Entwicklung ist für die Randgebiete im gallischen Raum, in denen der königliche Einfluss geringer war, festzustellen, in denen sich ebenfalls Herzogtümer wie Aquitanien, Bretagne und Burgund bilden.
Eine andere Erklärung für die Bildung der Herzogtümer ist, dass einflussreiche Adlige im jeweiligen Stammesgebiet versuchten, zu Vertretern der Frankenkönige aufzusteigen. Inwiefern dies gelang, war davon abhängig, ob sich der Adel der Stammesgebiete den Herzögen anschloss.
Unter den Karolingern wurden diese Stammesherzogtümer aufgelöst.

## Herzogtümer im römisch-deutschen Reich

### Stammesherzogtümer

Herzogtümer im römisch-deutschen Reich um 1000

In der letzten Zeit der Karolingerherrschaft (s. oben) bildeten sich im Ostfränkischen Reich neue Stammesherzogtümer. Eine Kontinuität zu den alten Stammesherzogtümern der vorkarolingischen Zeit, an die die ältere Mediävistik glaubte, wird in der neueren Forschung bezweifelt. Laut Bernd Schneidmüller führten neue oder anhaltende Ethnogenesen von Sachsen, Schwaben und Baiern im 9. und 10. Jahrhundert zu neuen gentilen Identitäten, die jeweils alte Namen für sich beanspruchten. Der Historiker Carlrichard Brühl verweist auf den Widerspruch im angeblichen Stammesherzogtum Lothringen, „denn die Lotharinger waren nun einmal kein eigenständiger ‚Stamm‘, sondern schlicht und einfach Franken“. Ein Jüngeres Stammesherzogtum habe es niemals gegeben. Joachim Ehlers lehnt auf der Grundlage neuerer Studien das Modell jüngeres Stammesherzogtum rundweg ab. Statt von einem „Stamm der Sachsen“ müsse vom „sächsischen Adel“ gesprochen werden.
Anfangs gelang es zuerst einheimischen Adligen in umkämpften Grenzgebieten, den Herzogstitel zu tragen, ohne dass hiermit schon eine fest regulierte Herrschaft über ein genau umgrenztes Gebiet gemeint war. In Bayern regierten die Karolinger ab 788 als Könige oder Unterkönige und setzten zur Herrschaftsausübung bisweilen Statthalter (Präfekten) ein. So titulierte in Sachsen zuerst Ekbert, ab den 860er Jahren Liudolf als Herzog, ohne dass hiermit eine Herrschaft über das gesamte Stammesgebiet der Sachsen ausgedrückt worden wäre. In der Endzeit der Karolinger gelang es diesem bzw. seinen Nachkommen, den Liudolfingern (später meist „Ottonen“ genannt), als Herzog für das gesamte Stammesgebiet der Sachsen anerkannt zu werden. Ähnlich früh gewannen die Luitpoldinger in Bayern die herzogliche Macht. 907 gelang es den Konradinern in Franken gegen den Widerstand der älteren Babenberger die herzogliche Gewalt zu erlangen. In Schwaben (bis Mitte des 11. Jahrhunderts noch „Alamannien“) war die Situation noch nicht entschieden. Im Jahr 911 war die Macht der Stammesherzöge schon so groß, dass sie einen eigenen König für das Ostfrankenreich unter Verletzung des Geblütsrechts des westfränkischen Karolingers wählten. Die 919 durch Wahl ins Königamt gelangte sächsische Herzogsdynastie der Liudolfinger musste diese Herzöge anerkennen. Immerhin gelang es ihr in harten Kämpfen, die Bestätigung der Herzogswürde als vom König verliehenes Amt durchzusetzen. Der Vorteil für die Stammesherzöge war die doppelte Absicherung, durch die adlige Gefolgschaft von „unten“ und durch das vom König verliehene Amt von „oben“. Inwiefern sie sich aber in den Territorien insbesondere den Grafen gegenüber durchsetzen konnten, war immer davon abhängig, wie sehr sie selbst mit eigenen Grafschaften und anderen Besitztümern im jeweiligen Herzogtum präsent waren. Diese Herzogtümer waren nicht als fest umgrenzte Gebiete aufzufassen, in denen die Herzöge genau umschriebene Rechte über den einheimischen Adel und die übrige Bevölkerung ausübten. Die Intensität der Herrschaft war stattdessen abhängig von den Besitztümern, Lehen und Rechten, die der jeweilige Herzog in seinem Herzogtum besaß, aber auch von seinem Ansehen, dem Ansehen des jeweiligen Königs und der Macht seiner gräflichen Vasallen. Bis ins 11. Jahrhundert wurden die Stammesherzogtümer mehr oder weniger abhängig von der königlichen Zentralgewalt geführt, indem oft stammesfremde Herren als Herzöge eingesetzt worden waren, und dienten den konkurrierenden Fürsten als Machtbasis im Kampf um das Königtum. Danach bildeten sich in einem Prozess der Herrschaftsintensivierung aus den alten Stammesherzogtümern meist erbliche Territorialherzogtümer auf Grundlage der jeweiligen Besitztümer der Herzogsdynastien unter Verzicht auf die Besitztümer, welche die Herzöge nicht mehr unter ihre Gewalt bringen konnten.
Stammesherzogtümer im Ostfrankenreich um das Jahr 919
1. Herzogtum Baiern
2. Herzogtum Franken
3. Herzogtum Lothringen
4. Herzogtum Sachsen
5. Herzogtum Schwaben (bis Mitte des 11. Jahrhunderts noch vor allem als Herzogtum Alamannien bezeichnet)

Diese alten Stammesherzogtümer erloschen in den nächsten Jahrhunderten nach und nach, zerfielen oder wurden aufgeteilt.
Das Stammesherzogtum in Franken erlosch bereits 936. Das Lothringische Stammesherzogtum wurde 959 in ein oberlothringisches und ein niederlothringisches Gebiet geteilt. Nur für Oberlothringen erhielt sich danach der Name Herzogtum Lothringen. Aus Niederlothringen wurden im Rahmen konkurrierender Verleihungen des Titels zu Beginn des 12. Jahrhunderts die Herzogtümer Löwen bzw. Brabant und Limburg.
Vom bairischen Herzogtum wurde schon 976 im Rahmen der Aufstände gegen Kaiser Otto II. das Herzogtum Kärnten abgetrennt.
Während des Investiturstreits wurde das Herzogtum Schwaben zwischen den kaisertreuen Staufern und den papsttreuen Zähringern, die in der einheimischen Vasallenschicht den größeren Rückhalt aufweisen konnten, zwischen 1079 und 1098 aufgeteilt. Die Staufer behielten den Titel eines Herzogs von Schwaben (weshalb auf heutigen historischen Karten meist das ganze ehemalige schwäbische Stammesgebiet als ihr Herzogtum dargestellt wird), während das Gebiet der Zähringer und der ihnen anhängenden Adelsgeschlechter Herzogtum Zähringen genannt wurde. Beide hielten Landtage ab, die teilweise von denselben gräflichen und edelherrlichen Geschlechtern besucht wurden, wodurch deutlich wird, dass 1098 keineswegs die Grenzen zwischen den beiden Herzogtümern eindeutig festgelegt worden war. Dazu besaßen die Welfen in Oberschwaben großen eigenen Besitz, der ab ca. 1140 von einer eigenen Linie beherrscht wurde. Da dessen Herrscher in Italien auch noch Markgraf von Tuszien und Herr über die Mathildischen Güter war, gelang es ihm, für seine oberschwäbischen Besitztümer als „Herzog von Ravensburg“ tituliert zu werden. Ohne förmlich aus der Oberherrschaft des Herzogs von Schwaben entlassen worden zu sein, gelang es ihm de facto, unabhängig von diesem seine Besitztümer regieren zu können. Dieser Vorgang kann exemplarisch dafür stehen, wie Machtausübung im Mittelalter vonstattenging.
Im Zuge des Konfliktes zwischen den Staufern und den Welfen im 12. Jahrhundert wurde zuerst das Herzogtum Baiern 1156 weiter aufgeteilt, indem die bisherige Markgrafschaft Österreich als eigenes Herzogtum abgetrennt wurde. Das Herrschaftsgebiet der Bischöfe von Würzburg wurde 1168 als Herzogtum Franken eingerichtet, damit für dieses Gebiet eine herzogliche Zwischengewalt bestand.
Durch den Konflikt zwischen Heinrich dem Löwen mit dem staufischen Kaiser Friedrich Barbarossa wurden 1180 ersterem die Herzogtümer Sachsen und Bayern entzogen und zerschlagen. Bayern verlor die Oberhoheit über die Steiermark, deren bisherige Markgrafen nach dem Vorbild der Babenberger aus dem Jahr 1156 1180 eigenständige Herzöge wurden. Das restliche Gebiet wurde den Wittelsbachern als Herzogtum Baiern verliehen, denen es danach gelang, die meisten Grafen ihrer herzoglichen Gewalt zu unterwerfen. Ausgenommen hiervon war anfangs v. a. das Gebiet der Andechser, die 1180 zu Herzögen von Meranien erhoben wurden, wozu neben Territorien im heutigen Kroatien und Istrien v. a. ihre Lehen und Allode innerhalb des baierischen Herzogtums gehörten. Nach ihrem Aussterben gelang es den Wittelsbachern jedoch, zumindest ihre Besitztümer innerhalb des alten baierischen Herzogtums ihrer Gewalt zu unterwerfen.
Sachsen wurde bei der Entmachtung Heinrich des Löwen 1180 im Wesentlichen in drei Teile geteilt. Der westliche Teil wurde als Herzogtum Westfalen den Kölner Erzbischöfen unterstellt, der östliche mit der Herzogswürde von Sachsen an die Askanier vergeben. Das große mittlere Gebiet um Braunschweig und Lüneburg verblieb als allodialer Besitz den Welfen. Nachdem es in der Folgezeit den Askaniern nicht gelang, diesen Raum ihrer herzoglichen Gewalt zu unterwerfen, und um einen Ausgleich mit den Welfen herbeizuführen, erwarb Kaiser Friedrich II. 1235 diese Territorien durch Kauf, um sie danach als Reichslehen den Welfen als eigenständiges Herzogtum Braunschweig-Lüneburg übertragen zu können.
Nachdem die herzogliche Linie der Zähringer 1218 ausgestorben war, konnten die Staufer viele von deren Reichslehen einziehen und waren bis ca. 1245 im schwäbischen Raum de facto konkurrenzlos in der Ausübung herzoglicher Rechte. Allerdings war seit 1198 durch die häufige Personalunion des Herzogs von Schwaben mit dem deutschen König schon in staufischer Zeit eine gemeinsame Verwaltung durch königliche Ministeriale entstanden, auf die sich die späteren deutschen Könige Alfons von Kastilien und Richard von Cornwall beriefen, indem sie erklärten, dass das Herzogtum Schwaben dem Reich inkorporiert und damit aufgelöst sei. Mit Unterstützung seines Großvaters Otto II., des Herzogs von Baiern, wurde zwar versucht, für Konradin, den letzten Staufer, ein eigenständiges Herzogtum Schwaben zu etablieren. Aber schon damals rebellierten viele der schwäbischen Großen gegen diesen letzten Versuch, sie einer herzoglichen Zwischengewalt zu unterwerfen. Nach Konradins gescheitertem Italienzug zerfiel Schwaben als Letztes der alten Stammesherzogtümer in viele kleinere Gebiete. König Rudolf von Habsburg unternahm einen letzten Versuch, Schwaben als Herzogtum einem seiner Söhne zu verleihen. Durch den Widerstand u. a. der Grafen von Württemberg scheiterte dieser Versuch, und aus dem alten Herzogtum Schwaben entstanden die Reichslandvogteien Schwaben, in denen u. a. der frühere welfische Besitz in Oberschwaben verwaltungsmäßig zusammengefasst wurde.

#### Herzogtümer im Heiligen Römischen Reich

##### Ia. Stammesherzogtümer: Herzöge = Amtsleute des Königs
- Herzogtum Franken: 936 unmittelbar dem König unterstellt; s. auch Titularherzöge von Franken
- Herzogtum Schwaben / Alamannien: 1268 Ende des Herzogtums nach Aussterben der Staufer; ab 1273 Versuche der Wiederherstellung für die Habsburger durch König Rudolf I., im Jahr 1313 endgültig gescheitert
- Stammesherzogtum Baiern: nach Verlust der Ostgebiete (Kärnten mit der späteren Steiermark und Österreich) ab 1180 allmähliche Umwandlung in ein Territorialherzogtum unter den Wittelsbachern (s. u.)
- Stammesherzogtum Sachsen: 1180 Ende des Stammesherzogtums; Teilung in die räumlich deutlich verringerten Herzogtümer Westfalen des Erzstiftes Köln und Sachsen der askanischen Grafen von Anhalt (s. u.)
- Herzogtum Lothringen: kein Stammesherzogtum im eigentlichen Sinn, da kein „Stamm der Lothringer“; 925 Übergang vom Westfränkischen („Frankreich“) zum Ostfränkischen („Deutschland“) Reich: 959 Teilung in Niederlothringen (seit 1188 „Brabant“) und (Ober-)Lothringen (s. u.)

##### Ib. Amtsherzogtümer ohne Stammesgrundlage in den bayerischen Ostmarken – Übergang zu Territorialherzogtümern
- Herzogtum Kärnten: 976 aus der bayerischen Mark Carantania entstanden; 1335–1379, 1463–1564 und seit 1619 in Personalunion mit Österreich verbunden
- Herzogtum Österreich: 1156 aus der bayerischen Ostmark entstanden; seit 1453 führen die Herzöge auch offiziell den Titel „Erzherzog“, dies aber ohne Bedeutung für die Verfassung des Landes
- Herzogtum Steiermark: 1180 aus der Karantanischen Mark des Herzogtums Kärnten entstanden; 1282–1379, 1463–1564 und seit 1619 in Personalunion mit Österreich verbunden
- Sonderfall Herzogtum Krain: Seit 1364 bezogen die Habsburger ihren Herzogstitel auch auf die Markgrafschaft Krain, ohne dass eine – staatsrechtlich notwendige – Erhebung durch den König stattgefunden hätte. Es war danach stets in Personalunion mit dem Haus Habsburg verbunden, das sich in seinen Titeln stets als Herzöge von vier erbländischen Herzogtümern bezeichnete: Rudolf IV. (1364) „hertzog ze Osterreich, ze Steyr und ze Kernden und ze Chrain“ bis Kaiser Karl I. (1916) „Erzherzog von Österreich; …; Herzog von … Steier, Kärnthen, Krain, …“.

##### II. Titularherzöge
- Herzog von Franken: Seit 1168 wurde der Sprengel der Bischöfe von Würzburg auch offiziell als „ducatus Wirzeburgensis“ bezeichnet, d. h. die herzogliche Gewalt war auf das Hochstift Würzburg beschränkt, obwohl die Bischöfe bis 1803 mit dem Titel „Franciae orientalis dux“ einen Anspruch auf das ganze Herzogtum Franken reklamierten. 1633/34 gab es im 30-jährigen Krieg ein kurzfristiges Herzogtum Franken des Bernhard von Sachsen-Weimar als schwedisches Lehen.
- Herzog von Meran: Der Herzogstitel des Hauses Andechs beruhte auf der Verleihung des „Herzogtums Meranien (auch Dalmatien und Kroatien)“ nach 1180. Die Grafen von Andechs waren Reichsfürsten und führten den Titel bis zu ihrem Aussterben 1248.
- Herzog von Teck: Der Titel beruhte auf dem Herzogstitel der Zähringer, von denen die von Teck eine Nebenlinie waren. Sie führten ihn von 1187 bis zu ihrem Aussterben im Jahr 1439, waren allerdings keine Reichsfürsten, und ihr Territorium war lediglich eine Herrschaft. Der freigewordene Herzogstitel wurde 1495 an die Grafen von Württemberg verliehen („Hertzog zu Wirttemberg und zu Deckh“).
- Herzog von Urslingen: Nachdem einige frühe Mitglieder des Hauses in Italien als Herzöge von Spoleto gedient hatten (mit Unterbrechungen 1177–1228), führten sie den Herzogstitel einfach weiter, obwohl sie reichsrechtlich nicht einmal Grafen, sondern nur Herren waren.
- Herzog von Zähringen: Der Herzogstitel beruhte darauf, dass zwei frühe Mitglieder der Familie Herzog von Kärnten (Berthold I., der Bärtige 1061–1073) und Herzog von Schwaben (Berthold II. 1092–1098) waren und ihre Nachfolger als Reichsfürsten den Titel bis zu ihrem Aussterben 1218 behielten.
- Einzelne Personen, die Reichsfürsten waren und als Herzöge tituliert wurden, u. a.: Konrad (1172–1196), ein Sohn von Kaiser Friedrich Barbarossa, war „Herzog von Rotenburg“ (Ostfranken), Welf VI. (1115–1191), ein Onkel Herzog Heinrichs des Löwen, wurde einfach als Herzog ohne Ortsangabe tituliert. Diesen Titeln entsprachen keine Territorien.
- Titularherzöge waren auch in vielen Herzogshäusern alle männlichen Nachkommen seit ihrer Geburt. Einer oder mehrere wurden dann regierende Herzöge, während den übrigen nur ihr Titel blieb. Allerdings wurden eventuell an sie übertragene Fürstentümer häufig und unrichtigerweise, auch in offiziellen Quellen, ebenfalls als Herzogtümer bezeichnet (vgl. z. B. die pfälzischen Wittelsbacher).
- s. auch Anhalt, Bar, Bouillon, Krain, Limburg

##### III. Territorialherzogtümer: Herzöge = Landesherren
- Herzogtum Anhalt-Bernburg: Sämtliche askanische Fürsten zu Anhalt hatten bereits nach dem Aussterben der ihnen verwandten Herzöge zu Lauenburg deren Titel "Hertzog zu Sachsen, Engern und Westphalen" angenommen. 1806 wurde Alexius Friedrich Christian, als letzter Fürst im Heiligen Römischen Reich, zum Herzog für sein eigenes Territorium erhoben. Nach dem Aussterben der Herzogshauses 1863 wurde Bernburg mit Dessau vereinigt.
  - Herzogtum Anhalt-Köthen: Beim Übertritt in den Rheinbund 1807 nahm Fürst August Christian Friedrich eigenmächtig den Herzogstitel für Anhalt an. Nach dem Aussterben der Linie 1847 wurde Köthen zunächst von Dessau und Bernburg gemeinsam verwaltet, aber 1853 mit Dessau vereinigt.
  - Herzogtum Anhalt-Dessau: Beim Übertritt in den Rheinbund 1807 nahm Fürst Friedrich Franz Leopold III. eigenmächtig den Herzogstitel für Anhalt an. Nach dem Ende der Linien Köthen und Bernburg wurden sämtliche askanisch-anhaltinischen Lande 1863 unter der Linie Dessau zum vereinigten Herzogtum Anhalt zusammengefasst.
- Sonderfall Herzogtum Bar: Graf Robert wurde 1354 für die zum Heiligen Römischen Reich gehörigen Teile („Barrois non mouvant“) zum Markgrafen von Pont-à-Mousson und damit zum Reichsfürsten erhoben, für die zum Königreich Frankreich gehörigen Teile („Barrois mouvant“) führte er ab 1354 den Titel eines „duc de Bar“; dieser Herzogstitel wurde in der Folge auch für das Reich übernommen (Reichsmatrikel 1521: „Hertzog von der Maaß“), allerdings taucht Bar bei den Reichskreiseinteilungen 1520 und 1532 nicht mehr auf; seit 1480 war es in Personalunion mit dem Herzogtum Lothringen verbunden.
- Herzogtum Bayern: Alle männlichen Erben im Hause Wittelsbach trugen den Titel eines Herzogs „zu / in / von Bayern“. Entsprechend wurden ihre Herrschaftsgebiete als „Land des X, Herzog in Bayern“ bezeichnet, und dann verkürzt als „Herzogtum Bayern-Y“.

Teilungen 1255, 1349/53 und 1392
- - Herzogtum Oberbayern-München: 1255–1340; 1349–1363; 1392–1505, dann wiedervereintes Herzogtum; 1806 Königreich Bayern
  - Herzogtum Niederbayern-Landshut: 1255–1340; 1349/53–1503/05; an Oberbayern
  - Herzogtum Bayern-Straubing: 1353–1429; zwischen München, Ingolstadt und Landshut aufgeteilt
  - Herzogtum Bayern-Ingolstadt: 1392–1445/47; an Landshut
- Die sogenannten Pfälzischen Herzogtümer: Die Regenten dieser Gebiete stammten seit 1214 aus dem Hause Wittelsbach und trugen dementsprechend sämtlich nach dem ranghöheren Titel eines „Pfalzgrafen bei Rhein“, als zweites denjenigen eines „Herzog in Bayern“ oder auch „Herzog in Nieder- und Oberbayern“. Deshalb werden ihre Herrschaftsgebiete bequemerweise meist als Herzogtümer bezeichnet, rein staatsrechtlich handelt es sich aber nur um Fürstentümer.
  - Fürstentum Pfalz-Neumarkt: in der Oberpfalz; 1410–1448, an Pfalz-Mosbach
  - Fürstentum Pfalz-Mosbach: in der Oberpfalz; 1410–1499, an Kurpfalz
  - Fürstentum Pfalz-Simmern: 1410–1598; 1611–1685/1797; 1685 an Pfalz-Neuburg; im Reichsdeputationshauptschluss von 1803 als Herzogtum bezeichnet
  - Fürstentum Pfalz-Zweibrücken: 1459–1797; mit Nebenlinien in Birkenfeld, Bischweiler, Landsberg & Kleeburg; im Reichsdeputationshauptschluss von 1803 als Herzogtum bezeichnet
  - Fürstentum Pfalz-Veldenz: 1543–1694/1733/1797; 1733 an Kurpfalz; im Reichsdeputationshauptschluss von 1803 als Fürstentum bezeichnet
  - Fürstentum Pfalz-Lautern: 1576–1592/1797; 1592 an Kurpfalz; im Reichsdeputationshauptschluss von 1803 als Fürstentum bezeichnet

- Fürstentümer der pfälzischen Wittelsbacher in Bayern = „Junge Pfalz“
- - Fürstentum Pfalz-Neuburg: 1505 aus der Landshuter Erbmasse gebildet, ab 1557 im Besitz der Linie Pfalz-Zweibrücken; 1808 in Kgr. Bayern integriert
  - Fürstentum Pfalz-Sulzbach: 1535 von Neuburg abgetrennt, ab 1557 im Besitz der Linie Pfalz-Zweibrücken, eigene Landeshoheit erst 1656; 1808 in Kgr. Bayern integriert
- Herzogtum Berg: Erhebung 1380; 1423 mit Herzogtum Jülich in Personalunion verbunden, 1614 in Personalunion mit Pfalz-Neuburg
- Sonderfall Herzogtum Bouillon: Mehrere Mitglieder des Hauses Ardenne waren zwischen 1012 und 1076 Herzöge von Niederlothringen, und sie übertrugen ihren Herzogstitel nach gängiger Methode (s. o. Titularherzöge) auch auf ihre Herrschaft Bouillon, die sich seit 1096 im Besitz der Bischöfe von Lüttich befand. Ab ca. 1330 wurde die Herrschaft auch in offiziellen Dokumenten als Herzogtum („ducatus de Bullione“) bezeichnet, die Fürstbischöfe führten den Titel eines „dux Bullionensis“.
- Herzogtum Brabant: durch Umbenennung (1188) aus dem Amtsherzogtum Nieder-Lothringen entstanden, allerdings mit drastisch verkleinertem Machtbereich der Herzöge durch das Entstehen mächtiger Territorien (Grafschaft Hennegau, Markgrafschaft Namur, Hochstift Lüttich, Herzogtum Jülich, Fürsterzbistum Köln, Herzogtum Geldern u. a.); 1405 an eine Nebenlinie des Hauses Burgund (Burgund-Valois), 1430 an dessen Hauptlinie, danach Teil der Südlichen Niederlande bis 1795
- Herzogtum Braunschweig-Lüneburg: 1235 als reines Territorialherzogtum aus den Eigengütern der Welfen geschaffen, nachdem sie 1180 das (Amts-)Herzogtum Sachsen verloren hatten. Alle männlichen Erben im Hause Welf trugen den Titel eines Herzogs „zu / von Braunschweig-Lüneburg“. Entsprechend wurden ihre Herrschaftsgebiete als „Land des X, Herzog zu Braunschweig-Lüneburg“ bezeichnet, und dann verkürzt als „Herzogtum Braunschweig-Lüneburg-Y“.
  - Fürstentum Braunschweig-Wolfenbüttel: 1235–1814; 1814–1918 Herzogtum Braunschweig
  - Fürstentum Lüneburg-Celle: 1269–1705; als Landschaft des vormaligen Fürstentums Lüneburg an Calenberg-Hannover
  - Fürstentum Grubenhagen: 1291–1596/1665; Verlust der Selbständigkeit an Calenberg-Hannover 1689
  - Fürstentum Göttingen: 1291–1463/95, mit Calenberg vereinigt
  - Fürstentum Calenberg-Hannover: 1432–1806; 1814–1866 Königreich Hannover
- Herzogtum Bremen Das katholische Fürsterzbistum Bremen wurde 1648 für den König von Schweden in das protestantische Herzogtum Bremen umgewandelt, 1715/20 kam es an Braunschweig-Lüneburg-Hannover. Das mit dem Herzogtum Bremen verbundene frühere Hochstift Verden wird häufig als Herzogtum bezeichnet, rein staatsrechtlich war es jedoch ein Fürstentum.
- Herzogtum Geldern: Erhebung 1339; 1393–1423 in Personalunion mit Jülich, 1539–1543 in Personalunion mit Kleve-Mark; 1543 Teil der Spanischen Niederlande; 3 nördliche Quartiere 1571 als Provinz Gelderland Teil der Nördlichen Niederlande; verbliebenes Oberquartier 1713 zwischen Brandenburg-Preußen, den Österreichischen Niederlanden und der Republik der Vereinigten Niederlande aufgeteilt
- Herzogtum Holstein: Erhebung 1474 für König Christian I. von Dänemark aus dem Haus Oldenburg, der die Grafschaft Holstein 1460 geerbt hatte und der dadurch deutscher Reichsfürst wurde; 1544 Teilung von Holstein und Schleswig ohne Berücksichtigung der Zugehörigkeit eines Gebietes zu einem der beiden Herzogtümer unter Wahrung der Einheit des Landes:
  - „Sonderburger Anteil“ = „königlich-dänischer Teil“ (Stimme im Reichstag unter Schleswig-Holstein-Glückstadt); Nebenlinie Sonderburg mit weiteren Nebenlinien ohne Landeshoheit (= sogenannte „Abgeteilte Herren“)
  - „Gottorfer Anteil“ = ab 1580 alleiniger „herzoglicher Teil“ (Stimme im Reichstag unter Schleswig-Holstein-Gottorf)
  - „Haderslebener Anteil“: 1580 unter den beiden anderen Anteilen aufgeteilt

1773 Vereinigung beider Teile in Personalunion mit Dänemark, die Linie Gottorf bekam zum Ausgleich die Grafschaft Oldenburg; 1867 Teil der preußischen Provinz Schleswig-Holstein
- Herzogtum Jülich: Erhebung 1356; 1511 mit Kleve in Personalunion verbunden, 1614 in Personalunion mit Pfalz-Neuburg
- Herzogtum Kleve: Erhebung 1417; 1614 in Personalunion mit Brandenburg verbunden
- Sonderfall Herzogtum Limburg: Das Haus Limburg-Arlon der Grafschaft Limburg führte seinen Herzogstitel darauf zurück, dass zwei frühe Mitglieder Herzöge von Nieder-Lothringen gewesen waren (Heinrich I. 1100–1106 und Walram III. 1128–1139) und den Titel dann beibehielten, allerdings gelang es ihnen nie, als Reichsfürsten anerkannt zu werden. Seit 1288 war die Grafschaft Limburg in Personalunion mit dem Herzogtum Brabant vereint, worauf dessen Herzöge sich auch als Herzöge von Limburg bezeichneten („dux Lotharingie, Brabantie et Limburge“ oder „Hertog van Lottheringe, van Brabant, en van Limburg“), so dass Limburg bis 1795 durchgehend als Herzogtum galt (Kaiser Franz II. 1793: „… duc … de Lothier, de Brabant, de Limbourg, de Luxembourg …“) und als solches auch im Burgundischen Reichskreis geführt wurde.
- Herzogtum Lothringen: aus dem Amtsherzogtum Oberlothringen entstanden, allerdings mit drastisch verkleinertem Machtbereich der Herzöge durch das Entstehen mächtiger Territorien (Herzogtum Luxemburg, Erzstift Trier, Hochstift Metz, Hochstift Toul, Hochstift Verdun, Herzogtum Bar u. a.); 1766 an Frankreich
- Herzogtum Luxemburg: Erhebung 1354; 1443–1795 – außer 1712–1714 – in Personalunion mit den Ländern der Südlichen Niederlande verbunden; 1815 Großherzogtum, bis 1890 in Personalunion mit dem Königreich der Niederlande
- Herzogtum Magdeburg: Das katholische Erzstift Magdeburg wurde 1648 für den Markgrafen von Brandenburg in das protestantische Herzogtum Magdeburg umgewandelt.
- Herzogtum Oldenburg: Der Fürstbischof von Lübeck, Friedrich August, dem 1773 die Grafschaft Oldenburg übertragen wurde, führte als Angehöriger der Gottorfer Nebenlinie des Hauses Oldenburg bereits den Titel eines (nicht regierenden) „Herzog zu Schleswig, Hollstein, Stormarn und der Dithmarschen“. 1774 wurde dann auch sein neuer Herrschaftsbereich zum Herzogtum erhoben, den Titel „regierender Herzog zu Oldenburg“ führte er ab 1777. 1815 wurde Oldenburg zum Großherzogtum erhoben, der Titel eines „Großherzog von Oldenburg“ wurde aber erst 1829 angenommen.
- Herzogtum Sachsen: Das (neue) Herzogtum Sachsen entstand 1180 in räumlich wesentlich reduziertem Umfang aus dem Stammesherzogtum Sachsen, es umfasste nur noch kleinere Gebiete um Lauenburg und Wittenberg, gegen die aufkommenden Territorialherren (z. B. Welfen von Braunschweig-Lüneburg, Grafen von Holstein, Fürsterzbischöfe von Magdeburg) konnten die Askanier ihre Herzogsgewalt nicht durchsetzen.
  - Askanisches Herzogtum: endgültige Teilung 1296
    - Herzogtum Sachsen-Wittenberg: 1356 Kurfürstenwürde, Hauptlinie der Askanier 1422 ausgestorben
    - Herzogtum Sachsen-Lauenburg: eigene Herzöge bis 1689, dann in Personalunion mit Kurhannover und 1814–1864 mit Holstein-Dänemark verbunden; 1867 in preuß. Provinz Schleswig-Holstein integriert

  - Wettinisches Herzogtum: Der Name Sachsen wurde von dem 1423 erworbenen Herzogtum Sachsen-Wittenberg und dem Titel „Herzog zu Sachsen“ allmählich auf die von den Wettinern beherrschten Lande Meißen und auch Thüringen übertragen. Alle männlichen Erben im Hause Wettin trugen den Titel eines Herzogs „zu / von Sachsen“. Entsprechend wurden ihre Herrschaftsgebiete als „Land des X, Herzog zu Sachsen“ bezeichnet, und dann verkürzt als „Herzogtum Sachsen-Y“.
    - Albertiner: seit 1499 Primogenitur, 1547 Kurfürsten, 1806–1918 Königreich Sachsen
      - Albertinische Sekundogenituren ohne eigene Landeshoheit
        - Fürstentum Sachsen-Merseburg (1657–1738)
        - Fürstentum Sachsen-Weißenfels (1657–1746)
        - Fürstentum Sachsen-Zeitz (1657–1718)

    - Ernestinische Fürstentümer in Thüringen
      - Fürstentum Sachsen-Weimar: 1572–1741, dann Fürstentum Sachsen-Weimar-Eisenach / 1806 beim Eintritt in den Rheinbund Herzogtum; 1815 Großherzogtum bis 1918
      - Fürstentum Sachsen-Weimar-Jena: 1672–1690/1809; 1690 in Personalunion mit Weimar, eigene Landstände bis 1809
      - Fürstentum Sachsen-Eisenach: 1572/96–1638; 1640–1644; 1662–1741; 1741 in Personalunion mit Weimar, eigene Landstände bis 1809
      - Fürstentum Sachsen-Coburg-Eisenach: 1572–1596, dann geteilt in Eisenach und Coburg
      - Fürstentum / 1806 Herzogtum Sachsen-Coburg: 1572/96–1633; 1680–1699; mit Landeshoheit an Linie Saalfeld ⇒ 1735 „Sachsen-Coburg-Saalfeld“; 1826–1918 Herzogtum Sachsen-Coburg und Gotha
      - Fürstentum Sachsen-Gotha: 1640–1680; 1680–1826 Fürstentum / 1806 Herzogtum Sachsen-Gotha-Altenburg; 1826 Teil des Herzogtums Sachsen-Coburg und Gotha
      - Fürstentum Sachsen-Altenburg: 1603–1672; eigenständiges Teilfürstentum von Gotha-Altenburg bis 1826; 1826–1918 Herzogtum Sachsen-Altenburg
      - Fürstentum Sachsen-Eisenberg: 1680–1707, ohne Landeshoheit; an Sachsen-Gotha-Altenburg
      - Fürstentum / 1806 Herzogtum Sachsen-Meiningen: 1680–1918
      - Fürstentum / 1806 Herzogtum Sachsen-Hildburghausen: 1680–1826, eigene Landeshoheit seit 1702; 1826 an Meiningen
      - Fürstentum Sachsen-Römhild: 1680–1710, ohne Landeshoheit; zwischen Meiningen und Saalfeld aufgeteilt
      - Fürstentum Sachsen-Saalfeld: 1680–1735, Erwerb von Coburg mit dessen Landeshoheit, eigene Landeshoheit für Saalfeld erst 1805; 1745 Verlegung der Residenz nach Coburg; 1826 an Meiningen
- Herzogtum Savoyen: Erhebung 1416; 1792 Teil der Französischen Republik als Département Mont Blanc
- Herzogtum Westfalen [& Engern]: Der westliche Teil des Stammesherzogtums Sachsen wurde 1180 dem Fürsterzbischof von Köln übertragen, allerdings konnte dieser – ebenso wenig wie die Askanier im Ostteil – die herzogliche Gewalt gegen die aufkommenden Territorialmächte (z. B. Hochstift Münster, Hochstift Paderborn, Erzstift Bremen, Grafschaft Oldenburg) durchsetzen. Schließlich bestand das Herzogtum Westfalen nur aus den Eigengütern des Erzbistums im Sauerland. 1803 kam das Herzogtum im Zuge der Abschaffung der geistlichen Gebiete an die Landgrafschaft Hessen-Darmstadt, 1815 an Preußen.
- Herzogtum Württemberg: Erhebung 1495 als „ducatus Wirtembergensis et Teckensis“; da Unteilbarkeit des Landes und Erstgeburtsrecht bereits 1473 festgelegt, Nebenlinien ohne Landeshoheit; 1806 Königtum

###### Herzogtümer aus slawischer Wurzel
- Herzogtum Böhmen: Der Titel des böhmischen Herrschers, der sich 895 dem ostfränkischen König unterwarf, lautet auf Tschechisch kníže, was normalerweise mit Fürst übersetzt wird, während die Übersetzung für Herzog vévoda lautet. Da der Titel des Böhmerherrschers im Lateinischen jedoch mit dux = Herzog wiedergegeben wurde, und da die Habsburger ihren Titel eines Herzog zu Luxemburg und Schlesien anfänglich mit Lucemburské a Slezské kníže übersetzten (in späteren Titeln Herzog = vejvoda; aber Erzherzog immer = arcikníže), ist es im Deutschen üblich von einem „Herzogtum Böhmen“ zu sprechen, auch ohne dass es eine spezielle Erhebung durch den ostfränkischen / deutschen König gegeben hätte, und obwohl es im Tschechischen als  knížectví, also Fürstentum, und nicht als vévodství = Herzogtum bezeichnet wird. 1198 wurde aus dem Herzogtum ein Königtum.
- Sonderfall Herzogtum Schlesien: Schlesien ging als eigenes Gebiet aus der Aufteilung des Herzogtums Polen im Jahr 1138 hervor. Das Polnische kennt keine Unterscheidung von Fürstentum und Herzogtum – beides księstwo –, die Bezeichnung Schlesiens als Herzogtum geht auf die lateinische Übersetzung des polnischen Titels książę als dux („dux Zlesie“) zurück. Unter den polnischen Herrschern aus dem Haus der Piasten wurde Schlesien ständig weiter geteilt, wobei alle diese Teilfürsten den Titel eines „Herzog in Schlesien“ führten, jeweils ergänzt mit dem Zusatz ihres Teilfürstentums, z. B. „dux Slesie et dominus Wratizlavie“. Es gab nur EIN Herzogtum Schlesien, die Teile waren Fürstentümer, bzw., wenn man das dominus in den Titeln wörtlich übersetzt, nur Herrschaften. Die schlesischen Landesherren waren keine deutschen Reichsfürsten, Grafen oder Herren, sondern spätestens seit dem 14. Jahrhundert böhmische Lehensleute (vorher zu Polen gehörend), sie gehörten also nur mittelbar – über das Königreich Böhmen – zum Reich.
- Herzogtum Mecklenburg: Bei ihrem Übertritt in das Reich wurden die Fürsten der Abodriten Lehensleute des sächsischen Herzogs und nicht des Königs, sie waren also keine Reichsfürsten; ihr Titel lautete entsprechend nur dominus / Herr, ihre Territorien waren Herrschaften, also nicht einmal Grafschaften. 1348 wurden die beiden Fürsten der Hauptlinie Mecklenburg, Albrecht II. und Johann I. zu Herzögen erhoben. Die Mitglieder der Werler Nebenlinien blieben „Herren“ oder „Fürsten“ („furste to Werle vnde here to Wenden“; keine Reichsfürsten, sondern Fürsten aus slawischer Wurzel) bis zu ihrem Aussterben 1436. Die Teilungen seit 1352 führten nur zu Teil-Herzogtümern, die von einer Linie verwaltet wurden, die Stände waren dagegen unteilbar für Gesamt-Mecklenburg zuständig.
  - Herzogtum Mecklenburg-Schwerin: 1352–1918; 1815 Großherzogtum
  - Herzogtum Mecklenburg-Stargard: 1352–1471; Herzogtum Mecklenburg-Güstrow: 1520–1695; Herzogtum Mecklenburg-Strelitz: 1701–1918; 1815 Großherzogtum
- Herzogtum Pommern: Um sich der polnischen Oberhoheit zu entziehen, unterstellten sich die Fürsten der westlichen Pomoranen aus dem Haus der Greifen 1181 endgültig dem deutschen König. Dabei wurde ihnen der schon vorher geführte Titel eines „dux“ = „Herzog“ bestätigt, allerdings standen sie bis 1338/48 unter Lehnshoheit des Markgrafen von Brandenburg, erst danach wurden sie reichsunmittelbar, also Reichsfürsten, obwohl Brandenburg bis 1529 immer wieder seine Lehenshoheit geltend machte. Die Teilungen des Herzogtums unter den verschiedenen Mitgliedern des Herrscherhauses geschahen „mit der gesamten Hand“, d. h. Pommern blieb EIN Staat, wozu auch gemeinsame Tagungen der Stände beitrugen.
  - Fürstentum Pommern-Demmin (1156–1264; „…, dux Dyminensis“)
  - Fürstentum Pommern-Stettin (1156–1464; 1532–1637; Titel: „… hertog to Stetin, der Pomeren, der Cassuben vnde der Wende“)
  - Fürstentum Pommern-Wolgast (1295–1625; von diesem öfter eine Nebenlinie für das frühere Fürstentum Rügen mit Barth abgetrennt)
    - Fürstentum Pommern-Barth / Rügen (1376–1393; 1425–1451; 1457–1478; 1569–1603)

  - Fürstentum Hinterpommern (Stolp 1372–1459; Rügenwalde 1569–1600)

nach dem Aussterben des Greifenhauses 1637 und dem Ende des Dreißigjährigen Krieges 1648:
- - Herzogtum Pommern des Königs der Schweden = „Vorpommern“: 1648–1815. Der schwedische König wird dadurch Reichsfürst, Vorpommern ist mit Schweden nur in Personalunion verbunden, d. h. der Name „Schwedisch-Vorpommern“ ist irreführend. Hauptstadt Stettin, ab 1720 Stralsund
  - Herzogtum Pommern des Markgrafen zu Brandenburg = „Hinterpommern“: 1648/53–1815; Regierungssitz Kolberg, ab 1723 Stettin

##### IV. „Verdienst“-Herzöge und -Herzogtümer
Seit dem 16. Jahrhundert wurden verdiente Hofbeamte für Dienste in Militär und Verwaltung in den Spanischen und Österreichischen Niederlanden zu Herzögen erhoben, ohne dass dem Titel ein entsprechendes größeres Territorium zugrunde gelegen hätte.
- Herzog von Aarschot: Das Territorium einer Nebenlinie der Herzöge von Brabant kam 1432 durch Heirat in Besitz der Herren von Croÿ. 1534 wurden diese zu Herzögen von Aarschot erhoben, sie wurden dadurch allerdings keine Reichsfürsten. 1612/35 kam der Titel durch Heirat an die Fürsten von Arenberg.
- Herzog von Croÿ: Die Fürsten von Croÿ-Chimay waren bereits von 1534 bis 1612/35 Herzöge von Aarschot. 1598 bekam das Haus durch den König von Frankreich den zusätzlichen Titel eines Herzogs von Croÿ. 1803 wurde der Herzog für den Verlust seines linksrheinischen Herzogtums mit der Grafschaft Dülmen entschädigt, die er aber bereits 1806 an das Herzogtum Arenberg-Meppen verlor. Trotz ihrer Erhebung in den Reichsfürstenstand 1594 und ihrer Herzogstitel besaßen die Croÿ bis 1806 nie Sitz und Stimme im Reichstag.
- Herzogtum Arenberg, in Quellen häufig auch Aremberg: Die Fürsten von Arenberg, die bereits 1612 durch Heirat den Titel eines Herzogs von Aarschot erworben hatten und auf der gleichen Grundlage auch den Titel eines Herzogs von Croÿ führten, wurden 1644 zu Herzögen ihres eigenen Territoriums erhoben (neuer Titel: „Hertzog zue Arenberg, Arschott vndt Croye“), Sitz und Stimme im Reichstag hatte das Haus bereits 1582 als gefürstete Grafen erhalten. Das Herzogtum Arenberg war nur ca. 88 km² groß, umfasste also etwas weniger als ⅓ der Fläche der Verbandsgemeinde Adenau, in der der namengebende Aremberg liegt. 1803 wurde der Herzog für den Verlust seines linksrheinischen Herzogtums (1794) mit dem Herzogtum Arenberg-Meppen entschädigt, welches 1811 von Frankreich annektiert wurde.
- Herzog von Looz-Corswarem: 1734 wurden zwei Brüder (Louis & Joseph) des Hauses, das eine Abstammung von den Grafen von Loon reklamierte, zu Herzögen erhoben, aus ihren Besitzungen zwei Herzogtümer mit den Namen Looz-Corswarem und Corswarem-Looz (1777 an Looz-Corswarem vererbt) gebildet, eine Aufnahme in den Reichsfürstenrat fand jedoch vorerst nicht statt. 1803 wurde der Herzog für den Verlust seines linksrheinischen Herzogtums mit dem Fürstentum Rheina-Wolbeck und Sitz und Stimme im Reichstag entschädigt. Bereits 1806 fiel das Fürstentum an das neu geschaffene Großherzogtum Berg.

##### V. Nicht zum Heiligen Römischen Reich gehörende Herzogtümer
- Herzogtum Schleswig: dänisches Herzogtum eventuell seit ca. 1115 (Jarl Knud Lavard als „dux Jucie“ bezeichnet); seit 1375 in Personalunion mit Holstein verbunden (s. dort); 1867 als Herzogtum / Regierungsbezirk Schleswig der preußischen Provinz Schleswig-Holstein erstmals Teil eines deutschen Staates
- Herzogtum Preußen: 1525 Umwandlung des Ordensstaates in ein weltliches Herzogtum durch den polnischen König; 1618 in Personalunion mit der Mark Brandenburg der Hohenzollern; 1657 von polnischer Lehenshoheit befreit, dadurch souveräner Staat; 1701 Umwandlung in ein Königtum (innerhalb des Heiligen Römischen Reiches blieben die Könige in / (seit 1772) von Preußen bis 1806 Kurfürsten und Markgrafen zu Brandenburg); 1848–1851 über die Zugehörigkeit zu Preußen erstmals Teil Deutschlands, nämlich des Deutschen Bundes; seit 1866 Teil des Norddeutschen Bundes und dann ab 1871 des Deutschen Kaiserreiches.

## Herzogtümer in Italien
- Herzogtum Benevent (571–1053)
- Herzogtum Ferrara (1471–1597)
- Herzogtum Guastalla (1575–1746)
- Herzogtum Mantua (1530–1703)
- Herzogtum Mailand (1395–1797)
- Herzogtum Modena (1452–1860)
- Herzogtum Parma (1545–1860)
- Herzogtum Spoleto (570–1201)
- Herzogtum Urbino (1443–1631)

## Herzogtümer in Polen
- Herzogtum Schlesien (1138–1684)
- Herzogtum Warschau (1807–1815)

## Herzogtümer im Deutschen Bund und im Deutschen Reich
Nach dem Wiener Kongress bildete sich der neue Deutsche Bund als Zusammenschluss souveräner Staaten. Einige davon wurden als Herzogtümer regiert. 1866 löste sich der Bund auf, 1871 wurde das Deutsche Reich gegründet, das bis zum Ende des Ersten Weltkrieges Bestand hatte.
1. Anhaltische Herzogtümer, vereint als Herzogtum Anhalt 1863
  1. Herzogtum Anhalt-Bernburg (1812–1863), fällt danach an Anhalt-Dessau
  2. Herzogtum Anhalt-Dessau (1806–1863)
  3. Herzogtum Anhalt-Köthen (1806–1847), fällt danach an Anhalt-Dessau
2. Herzogtum Braunschweig (1814–1918)
3. Herzogtum Holstein (1815–1866), danach von Preußen annektiert
4. Herzogtum Lauenburg (1815–1876, seit 1866 preußisch)
5. Herzogtum Limburg (1839–1866)
6. Herzogtum Nassau (1806–1866), danach von Preußen annektiert
7. Herzogtum Sachsen-Altenburg (1826–1918), gebildet aus Teilen des Herzogtums Sachsen-Gotha-Altenburg
8. Herzogtum Sachsen-Coburg und Gotha (1826–1918), gebildet aus Teilen der Herzogtümer Sachsen-Coburg-Saalfeld und Sachsen-Gotha-Altenburg
9. Herzogtum Sachsen-Coburg-Saalfeld (1735–1826), danach aufgeteilt zwischen Sachsen-Coburg u. Gotha und Sachsen-Meiningen
10. Herzogtum Sachsen-Gotha-Altenburg (1672–1826), danach aufgeteilt zwischen Sachsen-Coburg u. Gotha, Sachsen-Altenburg und Sachsen-Meiningen
11. Herzogtum Sachsen-Hildburghausen (1680–1826), danach großmehrheitlich zu Sachsen-Meiningen
12. Herzogtum Sachsen-Meiningen (1680–1918), 1826 vergrößert um Sachsen-Hildburghausen sowie Teile von Sachsen-Coburg-Saalfeld und Sachsen-Gotha-Altenburg

## Herzogtümer in Frankreich
- Herzogtum Alençon (1415–1549)
- Herzogtum Angoulême (1583–1696)
- Herzogtum Aquitanien (555–1224) bzw. bis 1453 (als Herzogtum Guyenne)
- Herzogtum Aumale (1547–1632)
- Herzogtum Auvergne (1360–1527)
- Herzogtum Berry (1360–1790)
- Herzogtum Bretagne (937–1514)
- Herzogtum Bourbon (1327–1790)
- Herzogtum Burgund (918–1482)
- Herzogtum Clermont-Tonnerre (seit 1571 bzw. 1575)
- Herzogtum Coligny (1643–1657)
- Herzogtum Étampes (1536–1792)
- Herzogtum Franzien (936–987)
- Herzogtum Longueville (1505–1694)
- Herzogtum Maine (1673–1736)
- Herzogtum Mercœur (1569–1712)
- Herzogtum Montpensier (1539–1693)
- Herzogtum Narbonne (1088–1249), Titularherzogtum der Grafen von Toulouse
- Herzogtum Nemours (1404–1659)
- Herzogtum Nevers (1538–1659)
- Herzogtum Normandie (911–1204)
- Herzogtum Orléans (Titularherzogtum 1336–1790 mit Unterbrechungen)
- Herzogtum Penthièvre (1569–1790)
- Herzogtum Reims (seit 1361 als Titularherzogtum des Erzbischofs von Reims)
- Herzogtum Rethel (1581–1659)
- Herzogtum Uzès (1565–1790)
- Herzogtum Vendôme (1514–1712)

## Herzogtümer im Vereinigten Königreich
Auf den Britischen Inseln wird scharf zwischen dem Territorium eines Herzogs (Duchy) und der reinen Titulatur eines Herzogs (Dukedom) unterschieden. Historisch waren beide unmittelbar verbunden, heute gibt es nur noch zwei solche Duchies. Diese stellen jeweils eine Summe von Grundbesitz einschließlich der daraufstehenden Immobilien dar, deren Erträge dem Unterhalt von Privatpersonen dienen:
1. Duchy of Cornwall, persönlicher Besitz des Prince of Wales als Duke of Cornwall
2. Duchy of Lancaster, persönlicher Besitz des britischen Monarchen

## Sonstige Beispiele weiterer Herzogtümer
1. Herzogtum Athen (1204–1456)
2. Herzogtum Kurland und Semgallen (1561–1795)
3. Herzogtum Kurland und Semgallen (1918)
4. Vereinigtes Baltisches Herzogtum (1918)